# Silvia Kochen
Silvia Kochen es una neurocientífica argentina, Investigadora Principal del Consejo Nacional de Investigaciones Científicas y Técnicas de Argentina (CONICET). Es una de las fundadoras de la Red Argentina de Género, Ciencia y Tecnología (RAGCYT), desde donde divulga aportes de la neurociencia al conocimiento sobre cerebro y mujer que permiten discutir los estereotipos binarios de género que están en la base de la mirada dominante respecto de lo femenino.

## Trayectoria
Kochen se graduó de médica en la Universidad de Buenos Aires  (UBA) en 1977. Terminó su especialidad en Neurología en el Hospital Mariano Castex en 1981. Y, se formó en neurología en Buenos Aires y luego en epilepsia y neuropsicología en Francia en la Unidad de Epilepsia del Instituto Nacional Francés de Salud e Investigación Médica (INSERM) con sede en París, College des Hopitaux de París, I.N.S.E.R.M., Unite 97 de Recherches en Epilepsie, director Jean Bancaud.
Kochen es la Directora de la Unidad Ejecutora en Neurociencias y Sistemas Complejos (ENyS) CONICET-HEC-UNAJ.
Kochen es coordinadora del servicio de Neurociencias del Hospital de Alta Complejidad en Red El Cruce (SAMIC), investigadora principal del CONICET y directora de Unidad Ejecutora de Estudios en Neurociencias y Sistemas Complejos (ENyS), que depende de la Universidad Nacional Arturo Jauretche, Consejo Nacional de Investigaciones Científicas y Técnicas y el Hospital de Alta Complejidad El Cruce.
En su carrera docente es profesora adjunta de Neurología en la Facultad de Medicina de la Universidad de Buenos Aires. También es directora de la Unidad de Neurociencias y Sistemas Complejos (ENYS) y directora del Centro de Epilepsia en el Hospital Ramos Mejía,  Kochen fue la  directora de la Unidad de Neurociencias y Sistemas Complejos del Hospital El Cruce "Nestor Kirchner" en Buenos Aires, Argentina, y continúa como consultora. 
Su campo de trabajo es el manejo de la epilepsia y los trastornos cognitivos.
Sus investigaciones se centran en la  epilepsia, la cognición, el envejecimiento y los trastornos mentales en los ancianos. Su interés es identificar los factores de riesgo y protección para el deterioro cognitivo que pueden compararse con los estudios transversales y longitudinales de personas mayores sanas que viven en la comunidad y personas con trastornos mentales que viven en países desarrollados.
Además es colaboradora científica de CAMEDA, para la investigación del uso medicinal de la cannabis.
Es autora de decenas de artículos científicos y capítulos en libros de neurología.

### Membresías y cargos más importantes
- Consejera en el Consejo Directivo de la Facultad de Medicina, Universidad de Buenos Aires, 2009 - 2013
- Miembro del Comité Latinoamericano de ILAE (Liga Internacional de Epilepsia) 2009-2013 Integrante del Comité Directivo de LACE (Liga Argentina de Epilepsia), 2011 -2013
- Perito Especialista para el Tribunal de Justicia de la Nación en los Juicio a las Juntas, 2009
- Presidenta de LACE, 2010 – 2011 Miembro del Sub- Comité de Neurofisiología, 2002-2005 de la ILAE
- Miembro del Comité de Científico de ALADE- ILAE (Academia Latinoamericana de Epilepsia), 2008-2011
- Directora Médica de FUNDEPI (Fundación de Epilepsia), 1991
- Coordinadora Nacional de EURAP- ILAE (Registro Internacional de drogas antiepilépticas y embarazo), 2005
- Autora del Proyecto de Ley Nacional de Epilepsia, 1999 Secretaria de la Red Argentina de Género Ciencia y Tecnología (RAGCyT), 2001

## Premios y reconocimientos[20]
- Distinción Neuroepidemiología y Neurología Tropical, otorgada por la Sociedad Panamericana de Neuroepidemiología.
- Premio Compromiso con la Salud desde el Hospital Público otorgado por la Legislatura de la Ciudad Autónoma de Buenos Aires.
- Premio International Bureau for Epilepsy (2012)
- Premio a la Producción Científica en Neurología Clínica del Ministerio de Salud de Cuba (2013).
- Premio a la Trayectoria en la Investigación, Gobierno de la Ciudad Autónoma de Buenos Aires (2013).